# Bezaleel

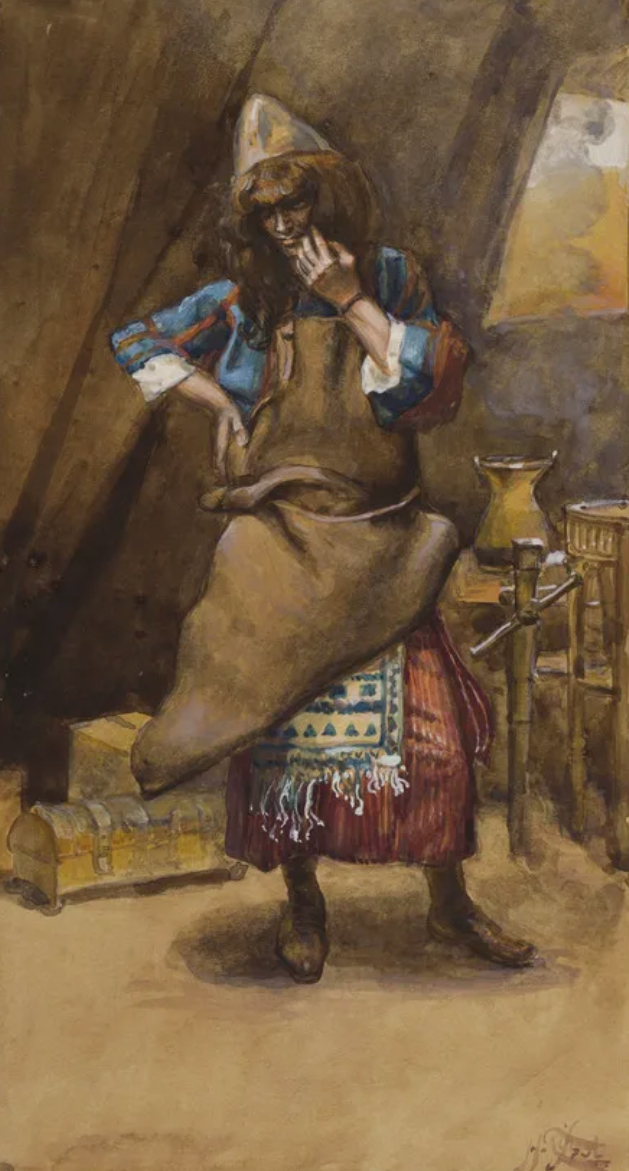
Bezaleel (James Tissot, 1899 ca.)

Bezaleèl (in ebraico בצלאל‎?) è un personaggio del libro dell'Esodo. Fa parte della tribù di Giuda ed è noto per aver costruito l'arca dell'Alleanza.
Secondo le scritture fu ispirato da Dio per la costruzione del Tabernacolo, o Mishkan: egli fu «riempito dello spirito di Dio» affinché avesse «saggezza, intelligenza e scienza in ogni genere di lavoro»; lavorò assieme a Ooliab. La Cabala ebraica afferma che Dio guidava contemporaneamente la sua Chokhmah e le sue mani nell'opera.